# Điệu

Điệu, một chuỗi lặp đi lặp lại, thể hiện trong khiêu vũ: một tranh động miêu tả waltz.

Điệu (từ gốc tiếng Hy Lạp ῥυθμός, rhythmos, "là bất kì chuyển động thường xuyên mang tính chu kì, đối xứng" (Liddell and Scott 1996)) thường có nghĩa là một "chuyển động được kí hiệu bằng chuỗi liên tiếp có quy tắc của những thành phần mạnh và yếu, hay là những phần đối xứng và khác nhau" (Anon. 1971, 2537). Định nghĩa thông thường về sự lặp lại thường xuyên hay những khuôn mẫu xuất hiện theo quy định của  thời gian có thể áp dụng cho hàng loạt những hiện tượng tuần hoàn của tự nhiên mang tính chu kỳ hoặc tần số xuất hiện nhiều lần từ chỉ vài micro giây cho đến vài phút, vài giờ, thậm chí trong nhiều năm.
Trong nghệ thuật, Điệu là sự lặp lại các âm thanh đúng thời điểm trên hệ thống âm giai; âm nhạc, dấu lặng trong âm nhạc, điệu nhảy hay  ngôn ngữ và thơ. Trong một số biểu diễn nghệ thuật, như hip hop, Điệu chuyển tải lời bài hát là một trong những yếu tố quan trọng nhất của phong cách này. Điệu cũng có thể là những cái có thể thấy được, như "những chuyển động đúng lúc trong không gian"  ((Jirousek 1995, ) và một ngôn ngữ chung của mô hình kết hợp giữa nhịp điệu với hình học. Trong những năm gần đây. Điệu(Rhythm) và nhịp(meter) trở thành một đề tài nghiên cứu trong các học giả âm nhạc. Những công trình gần đây về đề tài này bao gồm những cuốn sách của  Maury Yeston (1976), Fred Lerdahl và Ray Jackendoff (Lerdahl và Jackendoff, 1983), Jonathan Kramer, Christopher Hasty (1997), Godfried Toussaint (2005), William Rothstein (1989), and Joel Lester (Lester 1986).
Trong cuốn "Suy nghĩ và số phận"("Thinking and Destiny"), Harold W. Percival định nghĩa Điệu là bản chất và nghĩa của suy nghĩ được nhấn mạnh thông qua trường canh(the measure) hay sự nhanh chậm(the movement) trong âm thanh hay hình thức của một bài nhạc(form), hay bởi những kí tự chữ viết hay các từ (Percival 1946, 1006)

## Nhân chủng học

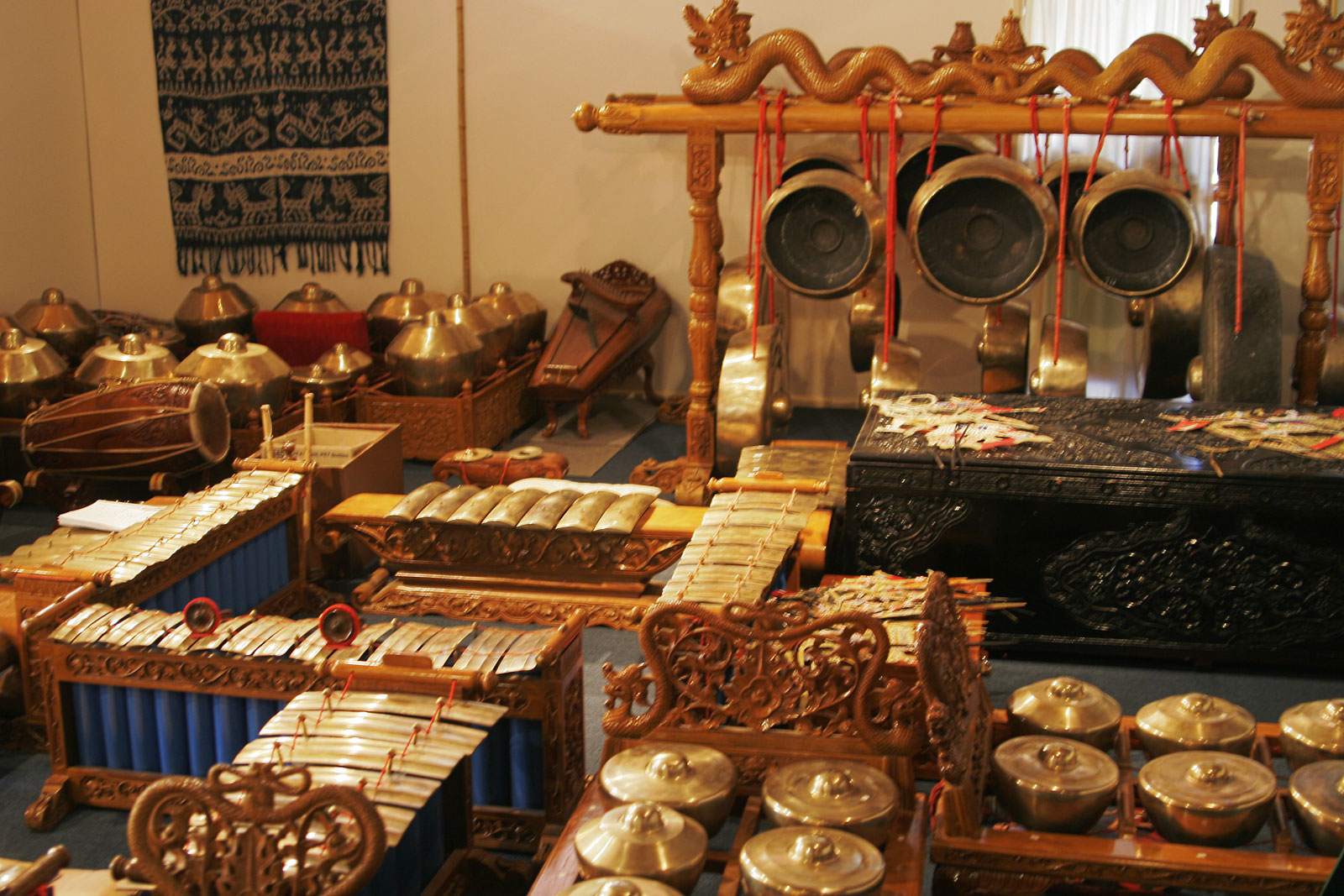
Nhạc cụ gõ đã xác định rõ âm thanh hỗ trợ cho việc tạo ra và nhận thức những Điệu phức tạp

Trong chuỗi phim truyền hình "Cách thức âm nhạc làm việc"("How Music Works") Howard Goodall giới thiệu học thuyết Điệu của con người gợi lên suy nghĩ về sự đều đặn của bước chân và nhịp tim. Những nghiên cứu khác đề cập rằng Điệu không liên quan trực tiếp đến nhịp tim mà liên quan nhiều hơn đến tốc độ cảm xúc ảnh hưởng lên nhịp tim. Hiện nay những nghiên cứu khác đề cập rằng Chức năng chính yếu của âm nhạc con người là lan tỏa, vì vậy có lý do để nghi ngờ rằng sự sáng tạo Điệu có những nguồn gốc trong việc tiến hóa của lịch sử (Patel 2014,[page needed]). Justin London viết rằng nhịp(meter) của âm nhạc "bao gồm những khái niệm ban đầu cũng như những dự đoán tiếp theo của chuỗi phách chúng ta trừu tượng hóa từ bề mặt của Điệu khi nó dần dần phát ra trong thời gian" (London 2004, 4). Sự "nhận biết"("perception") và "sự trừu tượng"("abstraction") về ô nhịp của điệu(measure rhythm) là hoạt động âm nhạc bản năng của con người, như khi chúng ta phân chia chuỗi âm thanh của đồng hồ thành tiếng "tích tắc tích tắc"("tick-tock-tick-tock")(Scholes 1977b; Scholes 1977c).

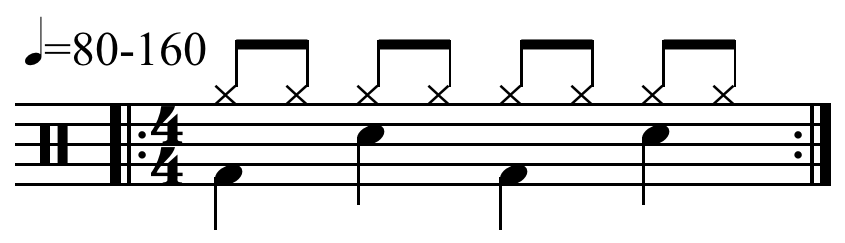
Một cấu trúc Trống đơn giản dưới một trường độ bình thường trong âm nhạc:.

Joseph Jordania gần đây đã đề cập rằng sự nhận biết Điệu được phát triển từ rất sớm trong sự tiến hóa của loài vượn người(hominid evolution) bởi sự chọn lọc của tự nhiên(Jordania 2011,[page needed]). Rất nhiều loài động vật bước đi có nhịp điệu và nghe được nhịp tim trong bụng mẹ, nhưng chỉ con người có khả năng bị  lôi cuốn trong những âm thanh và những hoạt động được phối hợp nhịp nhàng. Theo Jordania, sự phát triển về khả năng cảm âm(the sense of rhythm) là điểm chính trong sự đạt tới một trạng thái thần kinh đặc biệt được gọi là thôi miên, rất quan trọng trong sự phát triển hệ thống phòng thủ hiệu quả của loài vượn cổ. Điệu của tiếng hét xung trận(war cry), Điệu trống shamans, Điệu của câu khẩu hiệu lặp lại của những người lính hay của lực lượng chiến đấu đặc biệt khi nghe Điệu rock (Pieslak 2009,[page needed]), tất cả đều sử dụng khả năng của Điệu để đoàn kết các cá nhân con người trở thành "một sự thấu hiểu tập thể"(a shared collective identity) nơi mà các thành viên của nhóm đặt mong muốn của nhóm lên trên mong muốn và sự an toàn của bản thân.(Pieslak 2009, )
Một vài loài vẹt có thể hiểu Điệu(Anon. 2009). Nhà thần kinh học Oliver Sacks tuyên bố rằng một số con vượn và các loài khác không có sự thấu hiểu Điệu mặc dù thừa nhận sự thấu hiểu Điệu của con người là một điều cơ bản, để mà sự hiểu biết của con người về Điệu không bị mất(Ví dụ bởi bệnh Đột quỵ(stroke)). "Không có một bản báo cáo nào về động vật được rèn luyện để gõ tay, mổ hay di chuyển đồng bộ với một nhịp âm thanh" (Patel 2006, được trích dẫn trong Sacks 2007, 239–40, ông cũng thêm rằng "Không nghi ngờ nhiều người yêu thú cưng sẽ tranh cãi vấn đề này, và hơn nữa nhiều loài động vật, từ những con ngựa Lippizaner của trường cưỡi ngựa Tây Ban Nha tại Vienna đến những con thú trong rạp xiếc dường như nhảy theo nhạc. Điều này không rõ liệu chúng đang nhảy theo nhạc hay phản ứng theo những kí hiệu thị giác và xúc giác với những người xung quanh chúng."). Nghệ thuật Điệu của con người có thể bắt nguồn một phần từ nghi thức tán tỉnh(Mithen 2005,[page needed])..(Mithen 2005, )

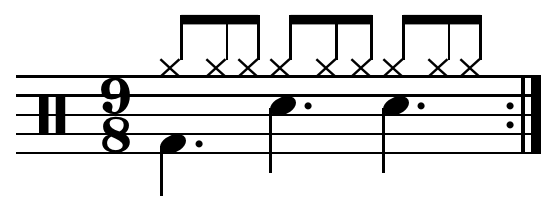
Cấu trúc gộp 3 Trống: Chia 3 phách thành 3 phần riêng biệt. Có sự lặp lại trên cấp độ ba.

Sự thành lập những phách cơ bản yêu cầu khái niệm về chuỗi liên tiếp phách ngắn(pulse) riêng biệt và, vì nhận thức chủ quan của âm thanh liên quan đến các cấp độ tiếng ồn xung quanh, một phách ngắn buộc phải hoàn toàn biến mất dẫn đến sự im lặng hoàn toàn trước khi một phách ngắn tiếp theo vang lên nếu 2 phách ngắn này thực sự khác nhau. Với lý do này, Những âm thanh nhanh thoáng qua của các nhạc cũ gõ được dùng để định nghĩa Điệu. Những nền văn hóa âm nhạc dựa vào nhạc cụ này có thể phát triển đa điệu được phân nhiều tầng(multi-layered polyrhythm) và những Điệu đồng thời với nó nhiều hơn một kí hiệu, được goi là đa nhịp(polymeter). Như là the cross-rhythms of Sub-Saharan Africa và Điệu interlocking kotekan của gamelan.
Những thông tin về Điệu trong âm nhạc Ấn Độ xem Tala(music). Cho những cái liên quan đến âm nhạc Châu Á về Điệu xem Rhythm in Persian music, Rhythm in Arabian music và Usul—Rhythm in Turkish music và Dumbek rhythms.

## Thuật ngữ

### Phách vả trường canh

Những cấp độ nhịp: cấp độ phách được vẽ ở giữa trong hình với cấp độ nhỏ hơn ở trên và cấp độ lớn hơn ở dưới

Hầu hết âm nhạc, điệu nhảy và Thơ truyền miệng thành lập và duy trì "một cấp độ nhịp" tiềm ẩn, một đơn vị cơ bản của thời gian có thể nghe hay rút ra, Phách(pulse) hay "tactus" của "mensural level"(Berry 1987, 349; Lerdahl and Jackendoff 1983; Fitch and Rosenfeld 2007, 44), hay "Phách"("beat level"), đôi khi được gọi đơn giản là "Phách"("beat"). Điều này bao gồm một chuỗi(lặp lại) giống nhau nhưng khác biệt vì có trường độ ngắn hơn được biết như một điểm trong thời gian(Winold 1975, 213). Một phách "mạnh"(The "beat" pulse) không cần là thành phần nhanh nhất hay chậm nhất của một Điệu ngoại trừ một cái được coi là căn bản: nó có một cái nhịp độ nhanh chậm(Tempo) để cho người nghe cuốn theo khi họ gõ nhịp chân hay nhảy theo một bài nhạc(Handel 1989). Nó hiện nay thường được chọn như một nốt đen(a crotchet hay quarter note) trong khái niệm âm nhạc phương Tây. Các cấp độ nhanh hơn là những cấp độ nhỏ(division levels), và các cấp độ chậm hơn là cấp độ nhiều hơn(multiple levels) (Winold 1975, 213). "Điệu lặp lại" phát lên từ sự tương tác giữa hai cấp độ chuyển động, cái nhanh hơn cung cấp những phách(pulse) và cái chậm hơn sắp xếp những phách(beat) trong những nhóm lặp lại(Yeston 1976, 50–52). Khi một cấu trúc nhịp được thiết lập, chúng ta, những người nghe, sẽ duy trì cấu trúc cũng như dấu hiệu  là hiện tại(Lester 1986, 77).

### Đơn vị và kí hiệu

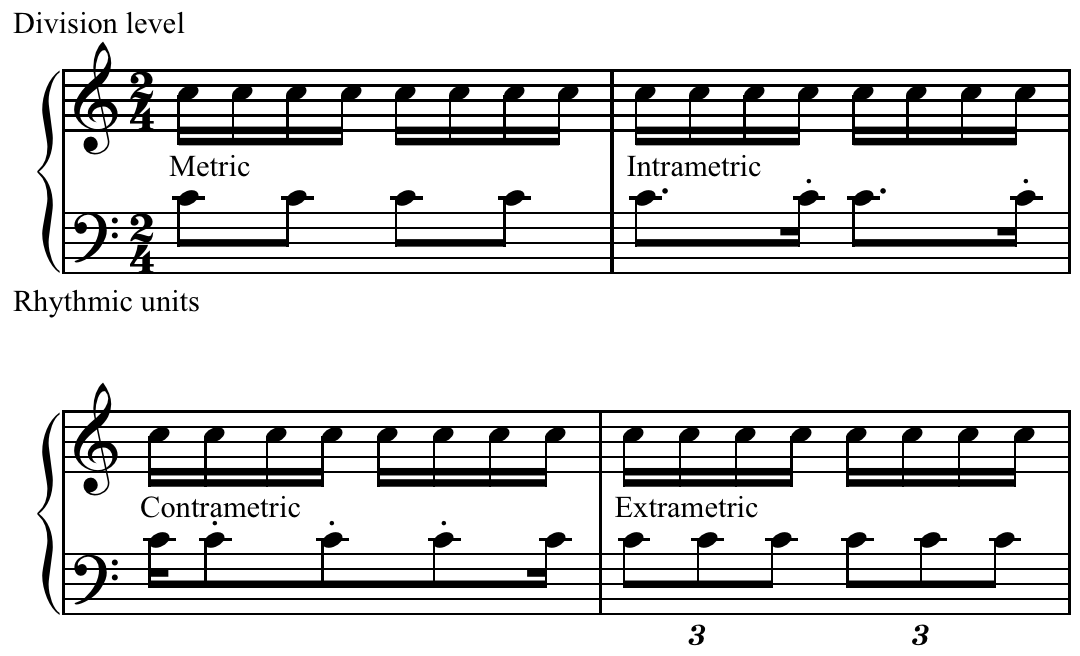
Đơn vị Điệu: Cấp độ nhỏ hơn ở trên và Đơn vị Điệu thông thường ở dưới.

Một trường độ đồng bộ với một phách hay nhiều phách trên một cái nhịp ẩn(metric level) có thể được gọi là một đơn vị điệu. Những đơn vị Điệu này có thể được phân loại thành: metric-một dãy đều nhau(even pattern) như một chuỗi liên tục những nốt móc đơn hay chuỗi phách-intrametric-một dãy đều nhau(confirming pattern) như nhưng nốt móc đơn-móc kép có chấm và dãy luyến(swing pattern)-contrametric-một dãy không đều nhau(non-confirming), hay chuỗi bất thường và extrametric- dãy không bình thường, như là tublets.
Một kí hiệu của Điệu là bất kì một khuôn trường độ nào (durational pattern), trái với đơn vị Điệu,  khuôn trường độ này không có thời gian bằng với một chuỗi phách hay nhiều chuỗi phách trên một trường canh ẩn. Nó có thể được mô tả dựa trên sự bắt đầu hay kết thúc của nó hay bởi những đơn vị Điệu (Rhythm units) nó chứa. Bắt đầu trên một phách mạnh là "thetic", một phách yếu là "anacrustic", và những phách đó bắt đầu sau một dấu lặng hay là một nốt nối được gọi là dấu lặng khởi đầu. Kết thúc trên một phách mạnh là mạnh, một phách yếu là yếu, và kí hiệu Điệu đó kết thúc trên một nốt lặng mạnh hay yếu là một dấu lặng (Winold 1975, 239).

### Phách mạnh, phách nhẹ và sự lặp lại
Điệu được thể hiện thông qua sự lặp lại một cách có nguyên tắc các yếu tố đối lập nhau, mức độ lớn nhỏ của phách mạnh và phách nhẹ, những phách nghe được hoặc không nghe được nhưng không phải là những dấu lặng, những nốt có trường độ ngắn và dài. Khi mà cảm nhận một Điệu chúng ta chắc chắn có thể đoán trước sự lặp lại của nó. Điều này phụ thuộc vào sự lặp lại của Điệu và nó không quá dài vì vậy chúng ta có thể ghi nhớ nó.
Sự xuất hiện lần lượt giữa phách mạnh và phách yếu là nền tảng cơ bản trong ngôn ngữ cổ xưa của văn học, khiêu vũ và âm nhạc. Thuật ngữ được sử dụng phổ biến trong Thơ "Cước"("foot") ám chỉ, cũng như trong khiêu vũ, sự nâng lên và gõ xuống của chân trong một khoảng thời gian. Tương tự, người nhạc sĩ chú ý đến một phách lên và xuống và của phách "mở" và "đóng". Hai yếu tố tương phản này tạo nên một hệ thống phân chia của Điệu và phụ thuộc vào sự lặp lại của hình thức đó về mặt trường độ, cách phát âm và khoảng lặng để tạo nên "một nhóm phách" tương tự như là "Cước" trong Thơ. Thông thường, "Nhóm phách này" được nhận ra bằng cách cảm nhận phách mạnh được nghe lần đầu và bắt đầu đếm những phách cho đến khi phách mạnh tiếp theo vang lên (MacPherson 1930, 5; Scholes 1977b). Một Điệu tạo ra một phách khác và không nhấn mạnh tại phách xuống như được thiết lập hay cảm nhận  từ một chuỗi các nốt hay từ gia điệu trước được gọi là Điệu đảo(syncopated rhythm).
Thông thường, một nhịp phức tạp nhất cũng có thể bị chia nhỏ thành những phách hai và phách ba(MacPherson 1930, 5; Scholes 1977b) bằng cách gộp hoặc tách một Điệu(addition or division). Theo Pierre Boulez, những Điệu nào có quá 4 phách, trong âm nhạc phương Tây, là "không tự nhiên"(Slatkin n.d., at 5:05).

### Nhịp độ và trường độ
Nhịp độ của một bản nhạc là tốc độ hay sự lặp lại của một dãy phách, một thước đo sự nhanh chậm của các phách. Nhịp độ thường được tính bằng "số phách trong một phút"(bpm): 60 bpm nghĩa là tốc độ của một phách mỗi giây, có tần số là 1 Hz. Một đơn vị Điệu là một cấu trúc có trường độ với thời gian bằng với một nhóm phách hay nhiều nhóm phách(Winold 1975, 237). Trường độ của những đơn vị Điệu này thì tỷ lệ nghịch với Nhịp độ.
Âm nhạc có thể được phân tích trên 5 âm giai khác nhau. Những âm gia này được Moravscik sắp xếp theo thứ tự tăng dần trường độ(Moravcsik 2002, 114).
- Siêu ngắn: một chu kì đơn của sóng âm có thể nghe được, xấp xỉ 1⁄30– 1⁄10,000 giây(30 – 10000 Hz hay lớn hơn 1800 bpm). Những chu kì này, mặc dù là những Điệu có trong tự nhiên, không được cảm nhận như những âm thanh riêng rẽ mà như âm điệu liên tục.
- Ngắn: Thứ tự của một giây(1 Hz, 60bpm, 10-100000 chu kì âm thanh). Nhịp độ của âm thanh thường nằm trong khoảng 40 đến 240 phách mỗi phút. Một "nhóm phách" liên tục không được cho là phách âm nhạc nếu như nó nhanh hơn 8 – 10 mỗi giây(8–10 Hz, 480–600 bpm) hay thấp hơn 1 mỗi 1.5 – 2 giây(0.6–0.5 Hz, 40–30 bpm). Một phách quá nhanh sẽ trở thành một đoạn âm thanh hỗn loạn, quá chậm thì những âm thanh dường như không kết nối với nhau(Fraisse 1956; Woodrow 1951, được trích dẫn trong "Covaciu-Pogorilowski" n.d.). Những khung thời gian này gần với nhịp tim của con người và độ dài thời gian của một bước chân, âm tiết hay "kí hiệu Điệu".
- Trung bình: lớn hơn hoặc bằng một vài giây. Trường độ trung bình này "định nghĩa Điệu trong âm nhạc"(Moravcsik 2002, 114) vì nó cho phép định nghĩa một "Đơn vị Điệu", sự sắp xếp của toàn bộ các chuỗi âm phát ra, âm không phát ra, dấu lặng trong những đoạn nhỏ của một trường canh, cái mà phát sinh ra "những đơn vị âm nhạc ngắn gọn và dễ hiểu"(Scholes 1977c), một cái "motive" hay "figure". Điều này có thể được tổ chức một cách tốt hơn, bằng cách lặp lại và biến đổi nó, trong một vài nốt nhạc xác định, cái mà có thể biểu thị cho toàn bộ một dòng nhạc, Khiêu vũ hay Thơ và cũng có thể được cho như là đơn vị chính thức cơ bản của Âm nhạc(MacPherson 1930,[page needed]).
- Dài: lớn hơn hay bằng nhiều giây hay một phút, tương ứng với một đơn vị trường độ, cái mà bao gồm những "chuỗi nốt ngắn"(Moravcsik 2002, 114) – điều mà tạo nên một giai điệu(melody), một phần chính thức, một đoạn thơ hay một chuỗi đặc trưng của các điệu hay các bước chân trong khiêu vũ. Vì vậy, sự tuần hoàn nhịp độ của sự tổ chức âm nhạc bao gồm các mức độ cơ bản nhất của một hình thức âm nhạc(MacPherson 1930, 3).
- Rất dài: lớn hơn hoặc bằng nhiều phút hay nhiều giờ, một đoạn của bài nhạc hay một câu trong một đoạn nhạc.

Curtis Roads(Roads 2001) có một cái nhìn bao quát hơn bằng cách phân biệt một âm giai có 9 bậc, những bậc này được xếp theo thứ tự giảm dần về mặt trường độ. Hai bậc đầu, bậc âm thanh "vô hạn"("infinite") và "siêu âm"("supra"), bao gồm chu kì tự nhiên của các tháng, các năm, các thập kỉ, các thế kỉ, và lớn hơn nữa, trong khi ba bậc cuối, bậc "mẫu"("sample") và mẫu con("subsample"), cái dùng cho nhạc số hay điện tử "quá ngắn để có thể ghi âm hay cảm nhận được", được tính theo phần triệu của giây("microseconds"), và bậc cuối cùng là "cực ngắn", bậc này không thuộc phạm vi xem xét của âm nhạc. Cấp độ vĩ mô mà Roads đề cập, bao gồm "toàn bộ kiến trúc hay hình thức của âm nhạc". Cấp độ này cũng gần giống như khái niệm "rất dài" của Moravcsik trong khi bậc trung bình của ông, bậc "nhỏ về mặt hình thức" bao gồm các câu, các phần, các đoạn chiếm một vài giây hay một vài phút thì tương tự như khái niệm "dài" của Moravcsik. Khái niệm "âm thanh" của Roads(Schaeffer 1959; Schaeffer 1977): "Một đơn vị cơ bản trong cấu trúc âm nhạc" và một nốt nhạc được khái quát hóa(một trường độ âm giai nhỏ của Xenakis); chia một giây thành nhiều đơn vị nhỏ hơn, và âm cực nhỏ của ông "Microsound"(xem "granular synthesis") hạ xuống ngưỡng cuối cùng mà con người có thể nghe được; phần ngàn đến phần triệu giây, thì tương tự như khái niệm "ngắn" và "siêu ngắn" của Moravcsik về mặt trường độ.

### Cấu trúc của nhịp

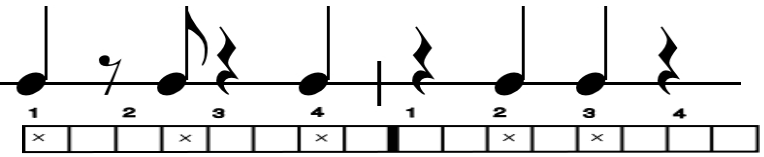

Việc nghiên cứu Điệu, phần nhấn mạnh và cao độ trong tiếng nói được gọi là "prosody": đây là một chủ đề nghiên cứu trong ngôn ngữ học và Thơ, nó có nghĩa là số lượng dòng trong một "đoạn thơ"("verse"), số lượng "âm tiết"("syllables") trong mỗi dòng và sự sắp xếp các âm tiết đó là dài hay ngắn, hữu thanh(accented) hay vô thanh(unaccented). Âm nhạc kế thừa thuật ngữ "nhịp" từ thuật ngữ gốc trong Thơ(Scholes 1977b; Scholes 1977c; Latham 2002).
Cấu trúc nhịp trong Âm nhạc bao gồm Nhịp, Nhịp độ và tất cả yếu tố về Điệu cái mà tạo ra những chu kì Nhịp độ mà những yếu tố chính của bản nhạc hay cấu trúc trường độ của âm nhạc trái ngược với nó(Winold 1975, 209-10). Thuật ngữ âm nhạc phương Tây được cho là không chính xác trong vấn đề này (Scholes 1977b). MacPherson 1930 thích dùng những thuật ngữ như "time" và "rhythmic shape" để chỉ về Điệu, còn Imogen Holst thì dùng "measured rhythm"(Holst 1963, 17).
Nhạc khiêu vũ có thể nhận dạng ngay lập tức những phách của nó dựa trên Nhịp độ và trường canh đặc trưng. Ví dụ, The Imperial Society of Teachers of Dancing định nghĩa về Điệu Tango là nhảy trong nhịp 2/4 tại 66 phách một phút. Bước chậm tiến lên, tiến xuống căn bản, tồn tại trong một phách, được gọi là "bước chậm", để mà một cái bước trọn "trái-phải" là bằng với nhịp 2/4(Imperial Society of Teachers of Dancing 1977,[page needed]) (See Rhythm and dance)..(Imperial Society of Teachers of Dancing 1977, )
Sự phân chia thông thường về  "metrical rhythm", "measured rhythm", và "free rhythm" là rất rõ ràng(Cooper 1973, 30). "Metrical hay divisive rhythm" là Điệu tính mỗi giá trị Nhịp tương đương tích hay phân số của phách. "Metrical hay divisive rhythm" là cách chia phổ biến nhất tại phương Tây cho đến tận ngày nay. Những âm thanh trung bình lặp lại thường xuyên tạo thành một nhóm có hệ thống(gọi là trường canh). "Measured rhythm"("additive rhythm") cũng tính mỗi giá trị thời gian là một tích hay một phân số của một mức thời gian cụ thể nhưng âm thanh không lặp lại theo chu kỳ. "Free rhythm" không giống với cả hai loại trên(Cooper 1973, 30), tiêu biểu cho dạng này là những Điệu thánh ca. Trong các Điệu thánh ca, nó chứa những "nhóm phách" cơ bản nhưng là những Điệu tự do hơn, như là Điệu của một bài văn xuôi hơn là một bài thơ(Scholes 1977c)..
Cuối cùng trong một vài bài nhạc, một số tác phẩm được ghi lại một cách công phu từ năm 1950 và âm nhạc ngoài vùng Châu Âu như tiết mục Honkyoku được sáng tác cho sáo shakuhachi, còn được biết như là ametric(Karpinski 2000, 19). "Senza misura" là một thuật ngữ âm nhạc Ý mà "không có nhịp", nghĩa là chơi mà không có phách, chỉ sử dụng thời gian để đo xem chơi một trường canh trong bao lâu.

## Điệu hỗn hợp

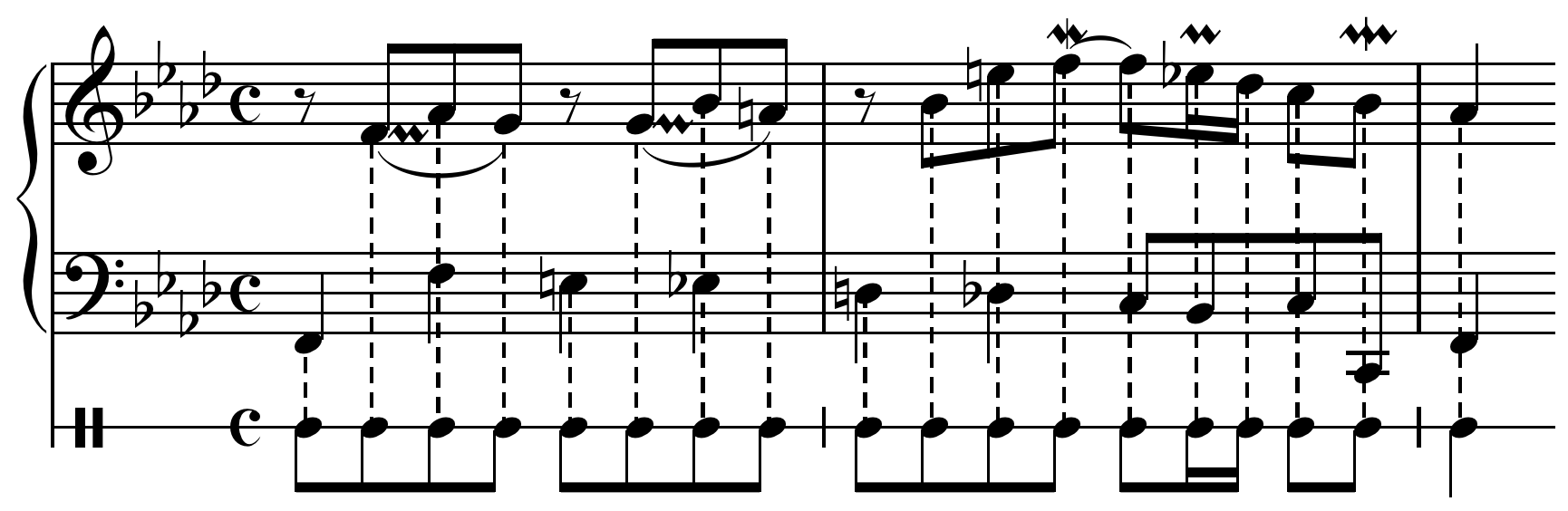
Bạch's Síiinnfonnia fa thứ N 795, mm. 1-3.

Một Điệu hỗn hợp là trường độ và hình thức(Điệu) được tạo ra bởi sự hợp nhất tất cả những phần âm thanh của sự hòa phối âm thanh. Trong âm nhạc của thời kì từ năm 1600 đến 1900, Điệu hỗn hợp thường sử dụng Nhịp, thường trong cấu trúc Nhịp hay thậm chí nốt giống với "nhóm phách" trên một Nhịp đặc biệt. White định nghĩa Điệu hỗn hợp như, "Kết quả của việc kết hợp một cách nhịp nhàng, tổng thể giữa tất cả các âm thanh của các kết cấu đối lập"(White 1976, 136).

## Ký hiệu Điệu
Trên thế giới, có rất nhiều cách tiếp cận khác nhau để thể hiện những cấu trúc hay hình thức của Điệu, như Điệu này đã xuất hiện trong âm nhạc truyền thống, từ đời này qua đời khác

## Những khóa học về chương trình Văn học/ Luyện tập nâng cao
Trong thế giới học thuật phương Tây, nhiều trường và các khóa học đã ra đời từ những năm 1960 dựa vào truyền thống quốc gia và chính sách giáo dục. Trong một số phương pháp giảng dạy và chương trình học cho các trường Đại học Âm nhạc, các trường Đại học và các trường dạy Âm nhạc chuẩn quốc tế thường sử dụng những giáo trình sau:
- "Maat en Ritme" của Horst F. Van Der(1963), xuất bản bởi Broekmans & van Poppel, ISBN 9789491906008. Một tập hợp những bài tập từ cơ bản đến nâng cao.
- "Die Kunst des Rhythmus" của Peter Giger(1993), xuất bản bởi Schott, ISBN 978-3-7957-1862-6. Tác phẩm bàn về Điệu trong âm nhạc phương Tây và cả âm nhạc các nước không phải phương Tây.
- "Rhythm to go" của John Palmer(2013), xuất bản bởi Vision Edition và phát hành bởi CE Books, ISMN 979-0-9002315-1-2. Một tập hợp giúp người học hiểu nhanh về âm nhạc thông qua những bài tập từ cơ bản đến nâng cao. Những bài tập được chia thành 4 phần và có cả một chương phụ với những cấu trúc của Điệu trong Âm nhạc hiện đại.

### Âm nhạc Châu Phi

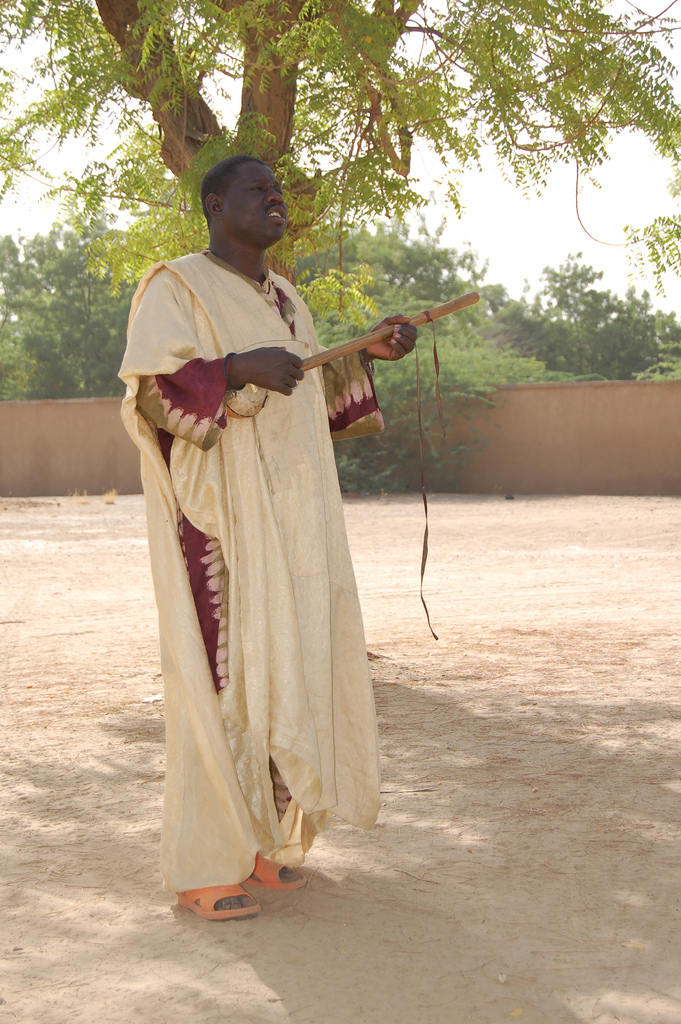
Một "Griot" biểu diễn tại Diffa, Niger phía Tây Phi. Griot đang chơi một nhạc cụ Ngoni hay Xalam.

Trong truyền thống "Griot" của Châu Phi, mọi thứ liên quan đến Âm nhạc được lưu giữ thông qua con đường truyền miệng. Babatunde Olatunji(1927–2003) phát triển một chuỗi đơn giản tiếng nói cho việc dạy những Điệu về "Đánh trống bằng tay"("the hand-drum"), sử dụng 6 âm của giọng người, "Goon, Doon, Go, Do, Pa, Ta" cho 3 âm cơ bản của Trống, người chơi sẽ gõ trống bằng tay trái hoặc tay phải. Những tranh luận về sự phù hợp của kí hiệu khuông nhạc trong âm nhạc Châu Phi là một chủ đề gây được nhiều sự chú ý của các học giả bên ngoài trong khi các học giả Châu Phi từ Kyagambiddwa đến Kongo, trong hầu hết các điểm, đã chấp nhận những quy ước và giới hạn của những kí hiệu khuông nhạc, và tạo ra những bản sao chép để truyền bá và thảo luận về nó một cách nghiêm túc(Agawu 2003, 52).
Trong năm 1979, John Miller Chernoff đã tranh luận rằng Âm nhạc phương Tây dựa trên sự dung hòa giữa các yếu tố như Điệu, Điệu hỗn hợp được tạo bởi nhiều loại âm thanh khác nhau từ 2 Điệu trở lên, thông thường sẽ có một Điệu trội hơn sẽ tác động lên một hay nhiều Điệu còn lại. Những Điệu còn lại này thường phản nghịch hoặc bổ sung lẫn nhau hoặc Điệu trội hơn. Những giá trị Đạo đức củng cố một hệ thống Âm nhạc dựa trên sự lặp lại những hình thức rất đơn giản, những cấu trúc này phù hợp với những quãng Điệu xa nhau, và dựa trên những "hình thức gọi và đáp"("call-and-response form"). Những sự nhấn mạnh về bản chất của dân tộc như những câu tục ngữ hay truyền thống xuất hiện trong những đoạn nhạc được chuyển thể qua "âm thanh của trống" hay ngôn từ trong bài nhạc. Mọi người hy vọng những nhạc công sẽ tạo cảm hứng cho hoạt động bằng cách tác động lên những người đang nhảy. Sự tôn trọng dành cho các nhạc công phụ thuộc vào sự ủng hộ của mọi người dành cho họ(Chernoff 1979).

### Âm nhạc Ấn Độ
Âm nhạc Ấn Độ cũng được lưu giữ bằng cách truyền miệng. Những người chơi trống Tabla sẽ học cách truyền tải những Điệu phức tạp và những câu nhạc trước khi nỗ lực biễu diễn nó. Sheila Chandra, một ca sĩ nhạc Pop người Anh có dòng máu Ấn đã biểu diễn những Điệu này bằng giọng hát của mình.Trong Âm nhạc cổ điển Ấn Độ, việc sáng tác Điệu "Tala" truyền thống dựa vào những Điệu mà thông qua nó bài nhạc được sáng tác.

### Âm nhạc phương Tây
Trong thế kỉ 20, những nhạc sĩ như Igor Stravinsky, Béla Bartók, Philip Glass và Steve Reich viết rất nhiều những Điệu phức tạp sử dụng những Nhịp lạ và những kĩ thuật như là sắp xếp và chèn thêm nhiều Điệu trong một bản nhạc. Cùng lúc, những nhạc sĩ hiện đại như Olivier Messiaen và các học trò của ông tăng sự phức tạp để nó khó chơi hơn những Nhịp thông thường, dẫn tới trào lưu sử dụng những Điệu "bất thường" tại New Complexity. Việc sử dụng này có thể được giải thích bởi lời bình luận của John Cage khi ông viết rằng những Điệu tạo ra những âm thanh để nghe như một nhóm hơn là đơn lẻ; những Điệu bất thường dùng để nhấn mạnh những mối quan hệ về sự thay đổi nhanh chóng của Cao độ, nếu không thì những mối quan hệ này sẽ bị gộp vào những Điệu không liên quan(Sandow 2004, 257). LaMonte Young cũng viết những bài nhạc với những phách bất thường vì những bài nhạc đó chỉ gồm những tông kéo dài. Trong những năm 1930, Henry Cowell viết những bản nhạc với nhiều Điệu lặp lại nhiều lần cùng một lúc và hợp tác với Léon Thérémin để sáng tạo ra "Rhythmicon", máy chơi Điệu đầu tiên, để mà biểu diễn trước công chúng. Tương tự, Conlon Nancarrow viết các bản nhạc cho máy piano điện tử.

## Ngôn ngữ học
Trong ngôn ngữ học, Điệu hay "isochrony" là một trong 3 thành phần của cấu trúc Điệu, cùng với việc nhấn âm và âm điệu. Các ngôn ngữ có thể được phân loại thành syllable-timed, mora-timed hay stress-timed. Người nói ngôn ngữ "syllable-timed" như là tiếng Tây Ban Nha và tiếng Quảng Đông nói tương đối bằng nhau giữa hai âm tiết về mặt thời gian; Trái lại, những người nói theo ngôn ngữ "stressed-timed" như là tiếng Anh và tiếng Quan Thoại nói tương đối bằng nhau giữa âm nhấn với âm không nhấn.
Narmour 1977(trích dẫn trong Winold 1975) mô tả ba loại quy tắc của cấu trúc Điệu, những quy tắc này làm nên một Điệu hay. Các quy tắc này là "sự hỗ trợ"("additive")(Những trường độ tương tự được lặp lại), "sự tích lũy"(" cumulative")(ngắn-dài) hay "sự tích lũy nghịch"(dài-ngắn). "Sự tích lũy" thì liên quan đến "sự đóng" và "sự thư giãn", "Sự tích lũy nghịch" thì liên quan với "sự mở" và "sự căng thẳng"  trong khi đó những Điệu "hỗ trợ"  được mở-đóng và lặp lại. Richard Middleton chỉ ra rằng phương pháp này không áp dụng đối với "Điệu hỗn loạn"("syncopation") và đề cập đến khái niệm "sự hoán chuyển" "transformation"(Middleton, 1990).

## Trong văn hóa quần chúng
Ngày qua ngày, với sự đa dạng hóa trong ngôn ngữ, có rất nhiều lĩnh vực không liên quan đến âm nhạc sử dụng khái niệm "Điệu". Ví dụ, một người có thể mô tả Điệu của một ngày làm việc trong một công ty hay một công việc cụ thể, hay Điệu của cuộc sống hằng ngày trong một quốc gia hay một khu vực. Trong những trường hợp này, ý nghĩa của khái niệm "Điệu" thường bị nhầm lẫn với khái niệm "Nhịp độ" khi mọi người hiểu sai rằng một Điệu là sự "nhanh" hay "chậm". Tốc độ nhanh chậm(Nhịp độ) không mang ý nghĩa là "Điệu" vì cùng một Điệu có thể chơi với bất kì Nhịp độ nào. Một Nhịp độ này khác với Nhịp độ kia ở tốc độ của nó, trong khi một Điệu này khác với Điệu kia là ở cấu trúc của nó.